# Impost (architectuur)

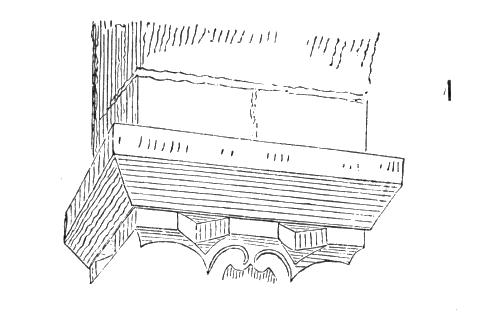
Een impost op een kapiteel

De impost vormt – net zoals de abacus – de overgang tussen een kapiteel en het muurwerk of de architraaf daarboven. De abacus is even groot als het kapiteel, terwijl de impost de vorm heeft van een omgekeerde piramide en iets uitsteekt ten opzichte van onder- en bovenliggende elementen.